# ハヤザキヒョウタンボク
ハヤザキヒョウタンボク（早咲き瓢箪木、学名: Lonicera praeflorens var. japonica）は、スイカズラ科スイカズラ属の落葉低木。別名、カイヒョウタンボク、ヒロハヒョウタンボク。L. praeflorens var. praeflorens を基本変種とする変種で、基本変種は、朝鮮半島、中国大陸北部、ウスリーに分布する。
直立する高さ1-2mの低木で、枝は中実でほぼ無毛。葉の展開前に白色の花が開くのが特徴。

## 特徴
高さは1-2mになる。幹の樹皮は灰褐色になり、縦に裂けて落ちる。若い枝は褐色を帯び、古くなると灰色になり、円く、無毛で、中実になる。葉は対生し、葉身は長さ2.5-6cm、幅1.5-4cmの卵形から卵円形で、先端は急に短くとがり、基部は円形または広いくさび形になる。葉の縁は全縁で、縁に開出する軟毛が生える。葉の両面に軟毛が密生し、表面にしわがあり、裏面の葉脈上に軟毛が多い。葉柄は長さ2-5mmになり、軟毛が生える。
花期は4-5月。花は葉の展開に先立って咲き、長さ1-5mmになる短い花柄の先に2個の花を下向きにつける。花柄は無毛で、花時は短いが、果時には長さ5-22mmに伸びる。子房の基部に2個の大きな苞があり、卵形から卵状披針形で、長さ3-9mm、幅2-4mm、縁に短毛が生え、果時まで残る。小苞は無い。子房は下位で無毛、離生し、3室ある。萼片はふぞろいに中裂し、裂片の長さは0.7mm、縁に腺毛がまばらに生える。花冠は漏斗状で5深裂し、長さ12mm、白色ときに淡紫色を帯びる。花冠筒部は長さ4-5mm、花冠裂片は卵状長楕円形で、長さ5-8mm、幅2.5-3.5mmになる。雄蕊は5個あり、花冠から長く超出する。花糸は無毛で花冠筒部まで合生する。雌蕊は1個、花柱は花冠から長く超出する。果実は径6-10mmになる球状の液果で、2個ずつ並ぶが合着はせず、5-6月に赤く熟す。種子は長さ3-3.5mmになる。染色体数2n=18。

## 分布と生育環境
変種としては日本固有種。福島県、群馬県、埼玉県、山梨県、長野県に局地的に分布し、群馬県と山梨県に接する長野県側に多い。標高800-2200mの山地に稀に見られ、石灰岩地にも生育する。
基本変種は、朝鮮半島、中国大陸北部、ウスリーに分布し、若い枝と花柄に毛と腺毛が生える。

## 名前の由来
和名ハヤザキヒョウタンボクは、「早咲き瓢箪木」の意で、中井猛之進（1918）による。
種小名（種形容語）praeflorens は、本変種をウスリー、中国大陸東北部、朝鮮半島産の基本種から分離した原寛 (1982) によると、「この和名（ハヤザキヒョウタンボク）は種名の praeflorens を訳したものともとれる」としている。変種名 japonica は「日本の」の意味。

## 種の保全状況評価
国（環境省）でのレッドデータブック、レッドリストの選定はない。都道府県のレッドデータ、レッドリストの選定状況は、福島県-絶滅危惧IA類(CR)、茨城県-絶滅危惧IB類、群馬県-絶滅危惧IA類(CR)、埼玉県-絶滅危惧IA類(CR)、東京都-絶滅危惧IA類(CR)、山梨県-絶滅危惧IB類(EN)となっている。
長野県小諸市では、小諸市動植物の保護に関する条例（令和5年条例第17号）に基づく保護動植物に指定されている。

## ギャラリー

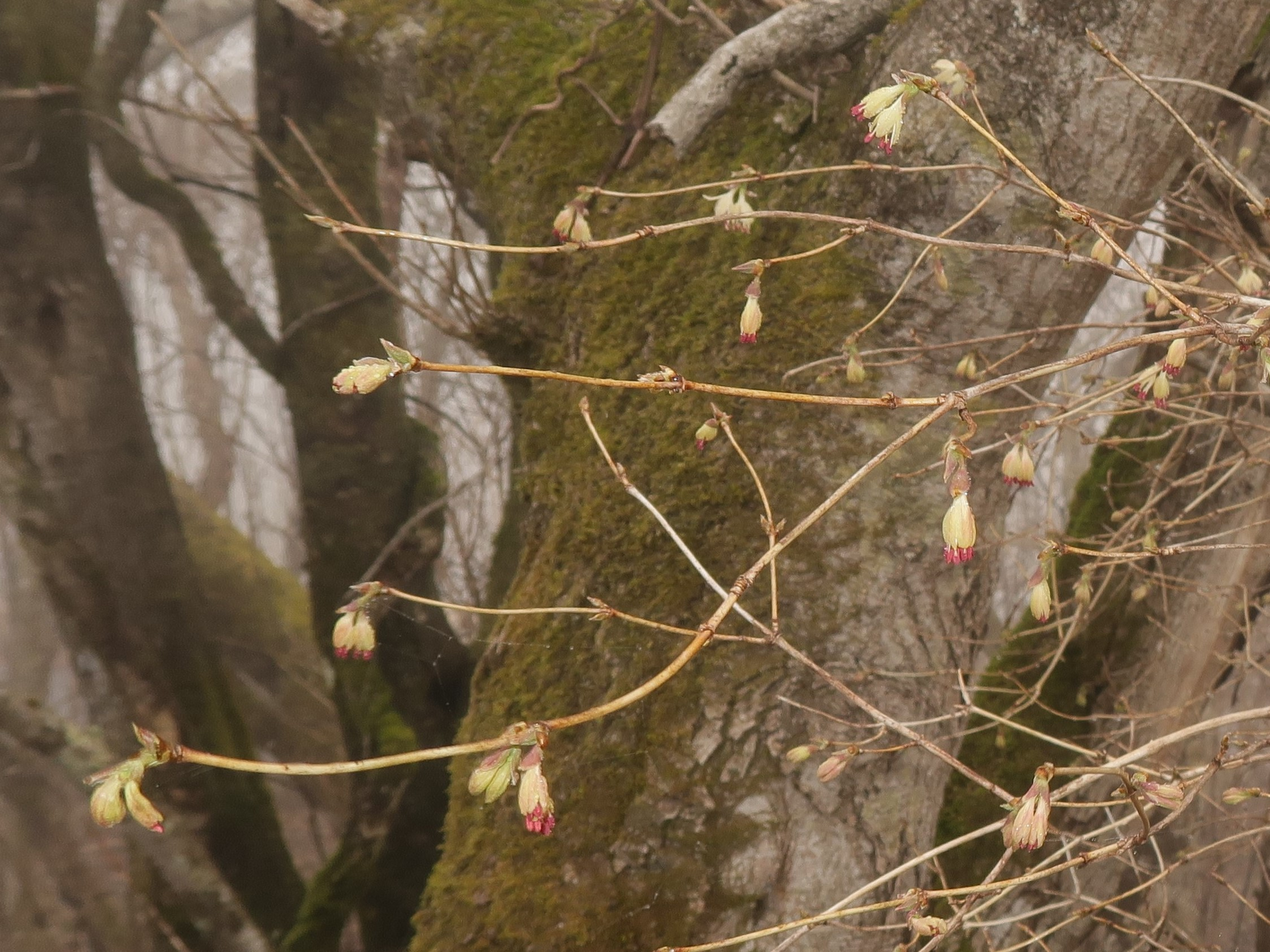
花は葉の展開に先立って咲き、短い花柄の先に2個の花を下向きにつける。
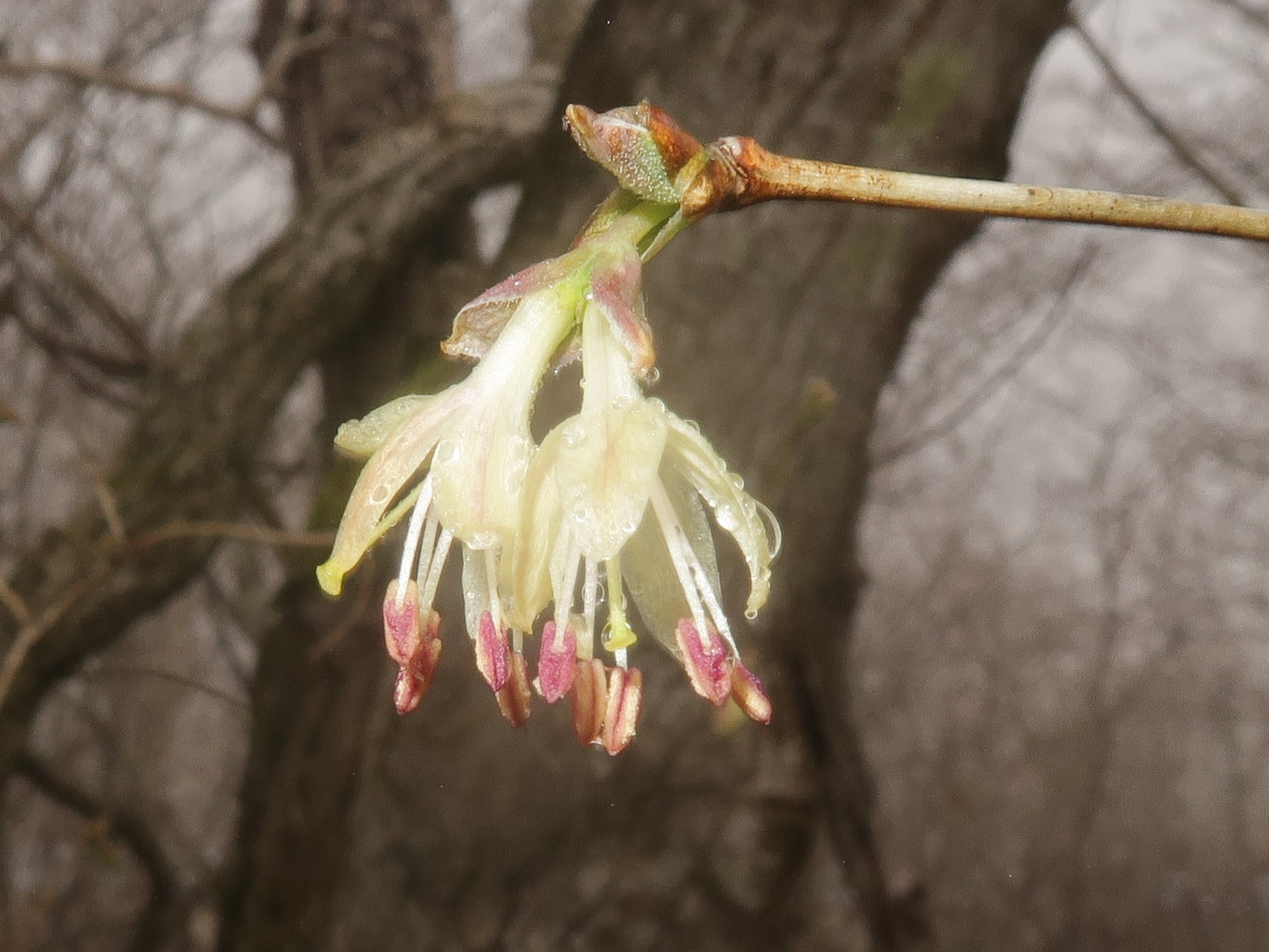
2個の大きな苞があり、卵形から卵状披針形で、縁に短毛が生え、果時まで残る。花冠は漏斗状で5深裂し、白色ときに淡紫色を帯びる。雄蕊と雌蕊は花冠を超出する。
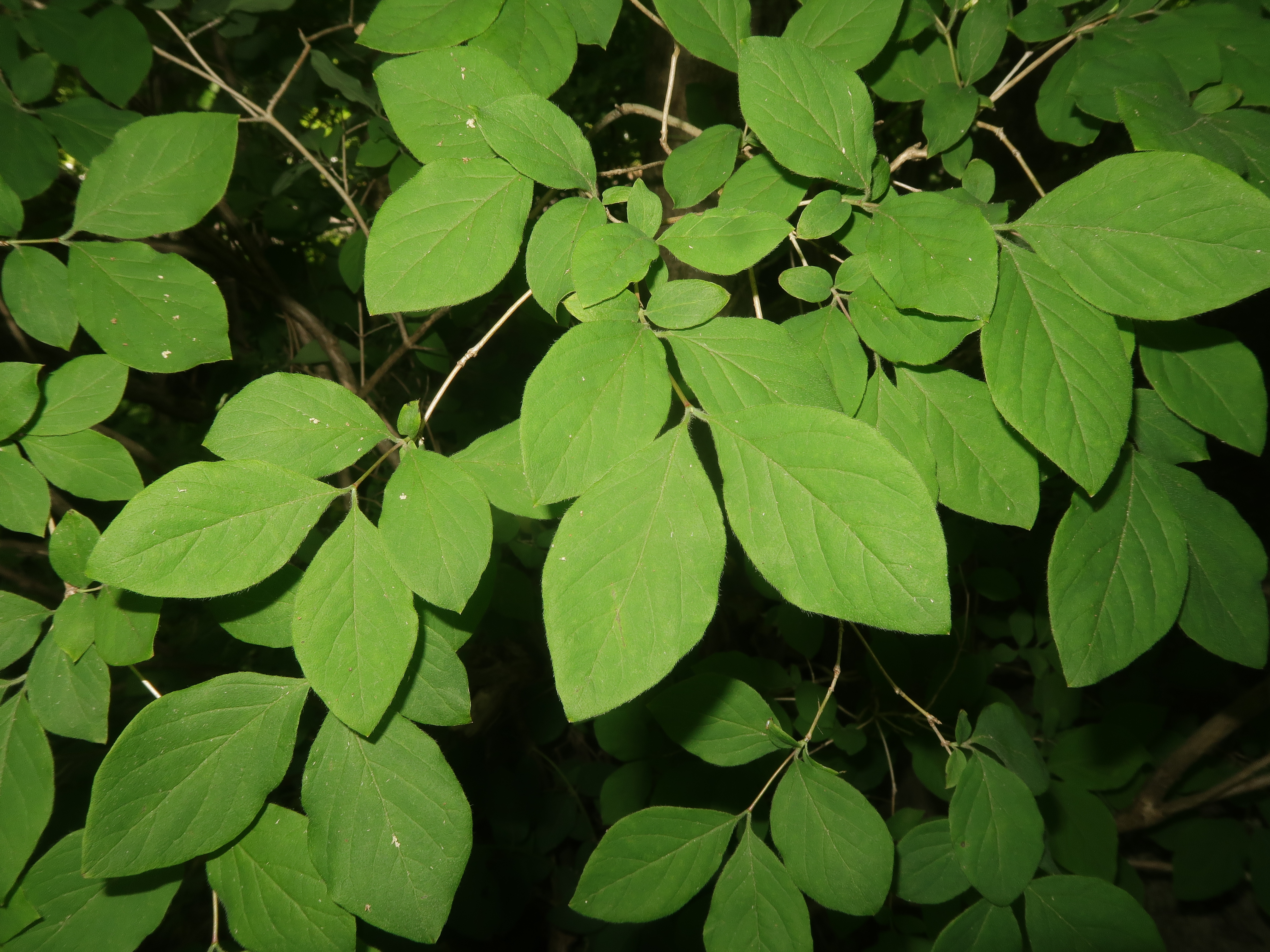
葉の表面。葉は対生し、葉身は卵形から卵円形で、先端は急に短くとがり、基部は円形または広いくさび形になる。
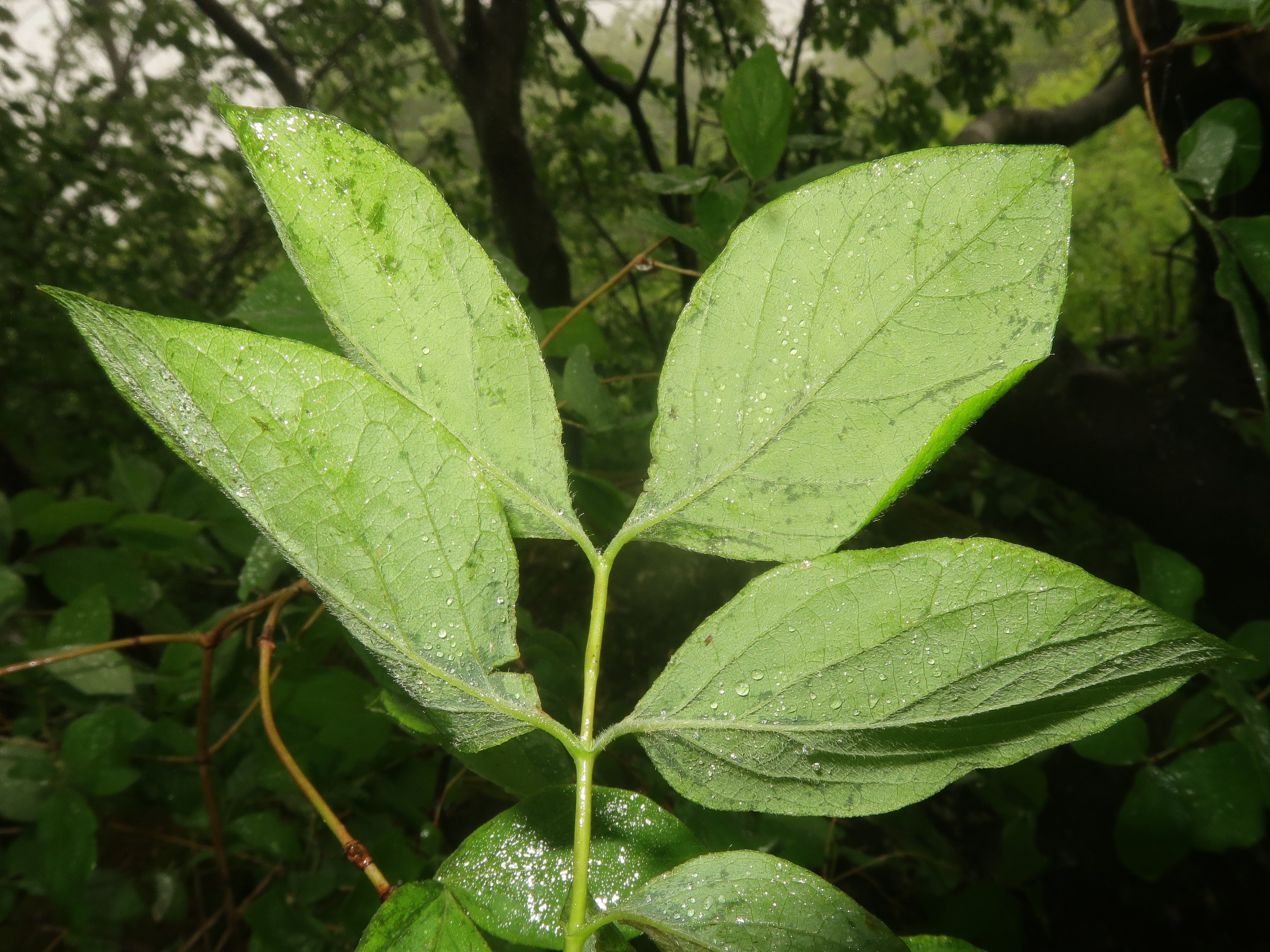
葉の裏面。軟毛が密生し、表面にしわがあり、裏面の葉脈上に軟毛が多い。葉柄に軟毛が生える。
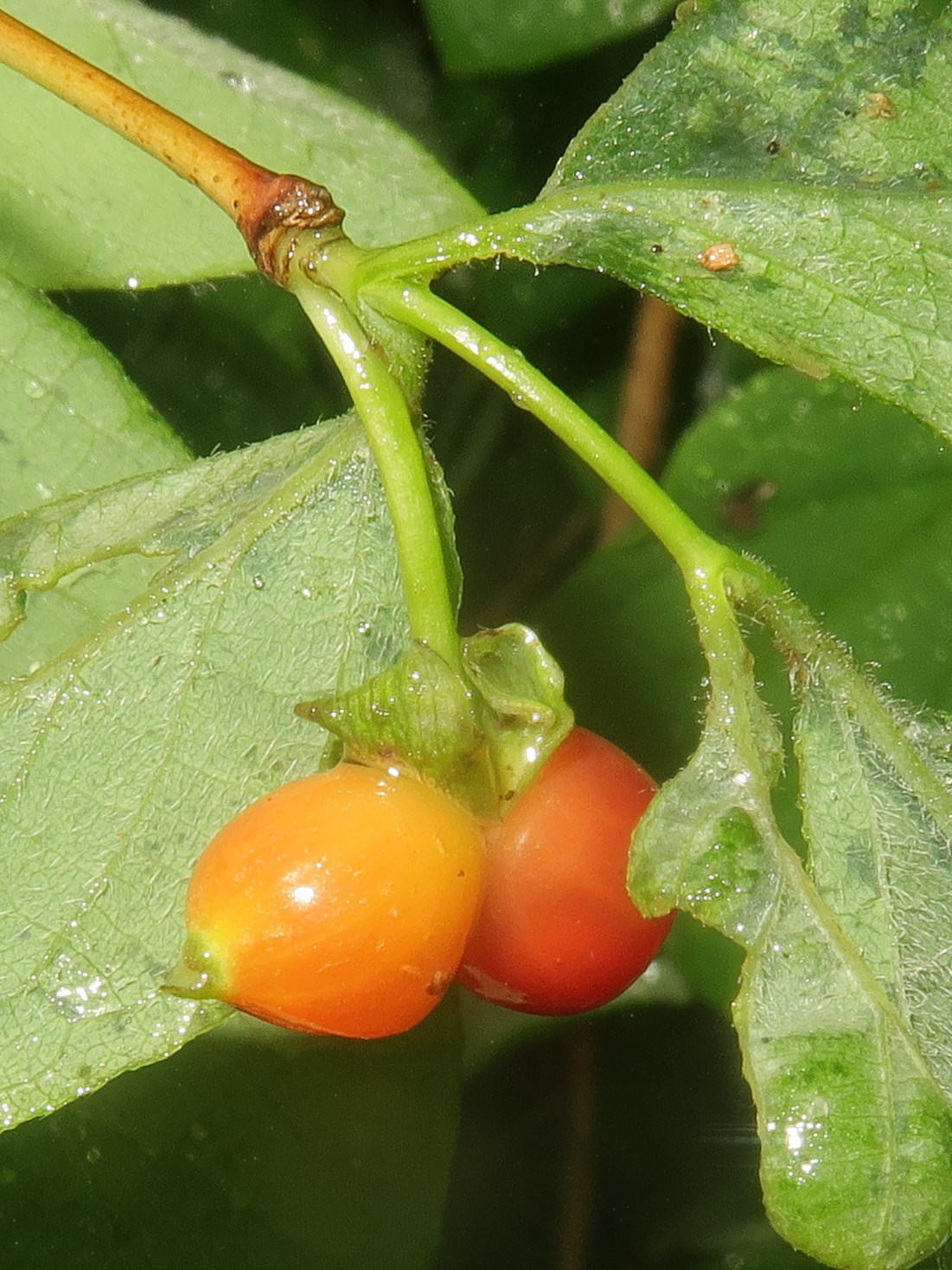
果実は径6-10mmになる球状の液果で、2個ずつ並ぶが合着はせず、5-6月に赤く熟す。6月上旬。
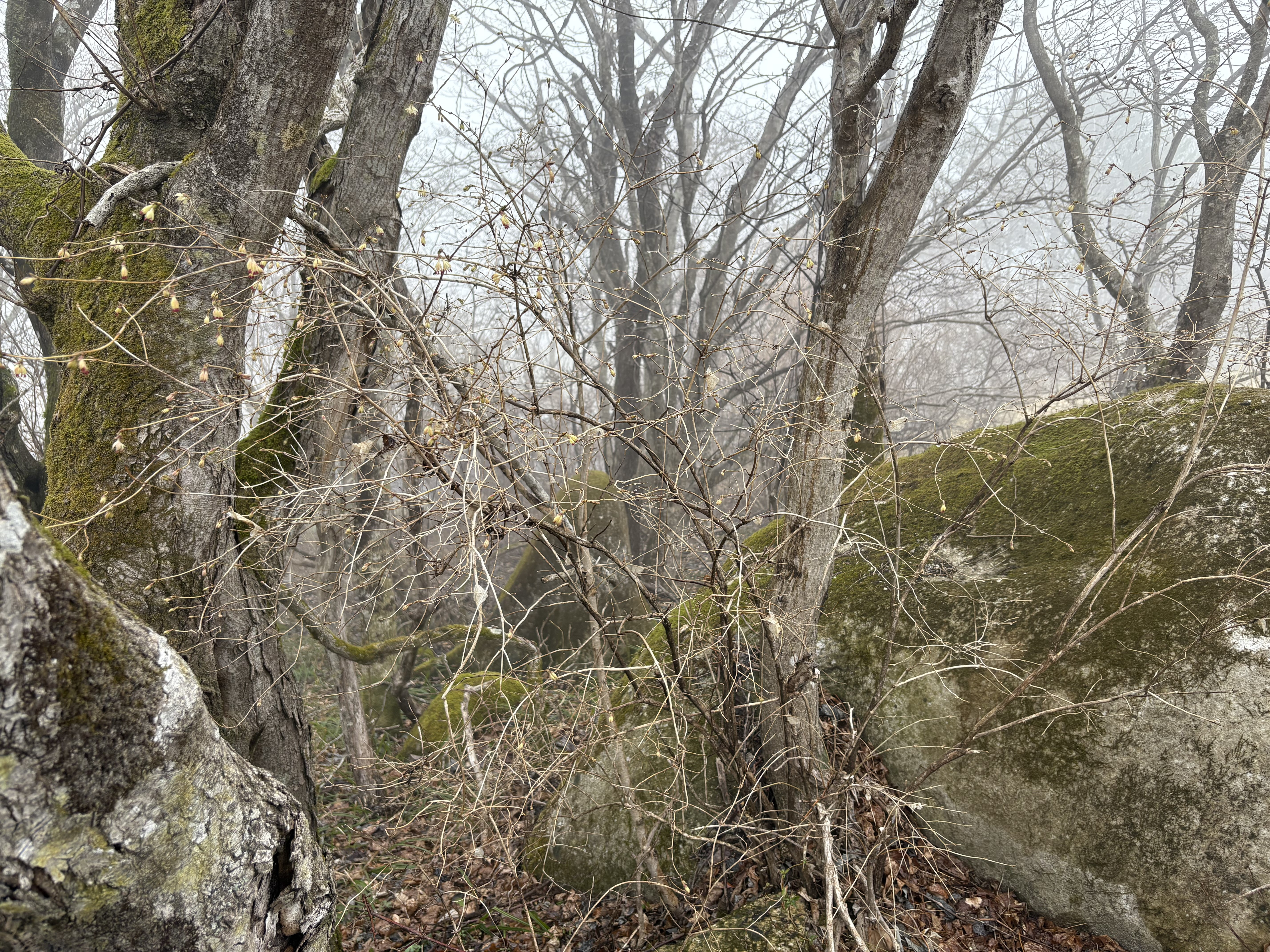
生育環境。この場所は石灰岩地。